# Pogórze Skoruszyńskie
Die Skoruszyna-Gebirge (polnisch Pogórze Skoruszyńskie) ist ein vorwiegend bewaldetes Gebirge in der Ostslowakei sowie in der polnischen Woiwodschaft Kleinpolen und stellt ein relativ niedriges Zwischenstück des Karpatenhauptkammes dar. Es liegt an der Grenze zwischen den historischen Regionen Orava und Podhale.

## Lage
Das Gebirge liegt nördlich der Westtatra, östlich der Saybuscher Beskiden, südlich des Kessels Kotlina Orawsko-Nowotarka und westlich des Pogórze Gubałowskie im Gebirgszug des Pogórze Spisko-Gubałowskie. Es hat den Charakter eines Mittelgebirges. Die höchste Erhebung stellt mit 1314 m n.p.m. der Skoruszyna in der Slowakei dar. Auf polnischer Seite ist der höchste Berg die Magura Witowska mit 1233 m n.p.m., Die relativ abgeschiedene gelegene Pogórze Skoruszyńskie ist im Gegensatz zu den anderen Gebirgszügen des Pogórze Spisko-Gubałowskie relativ dünn besiedelt.

## Panorama

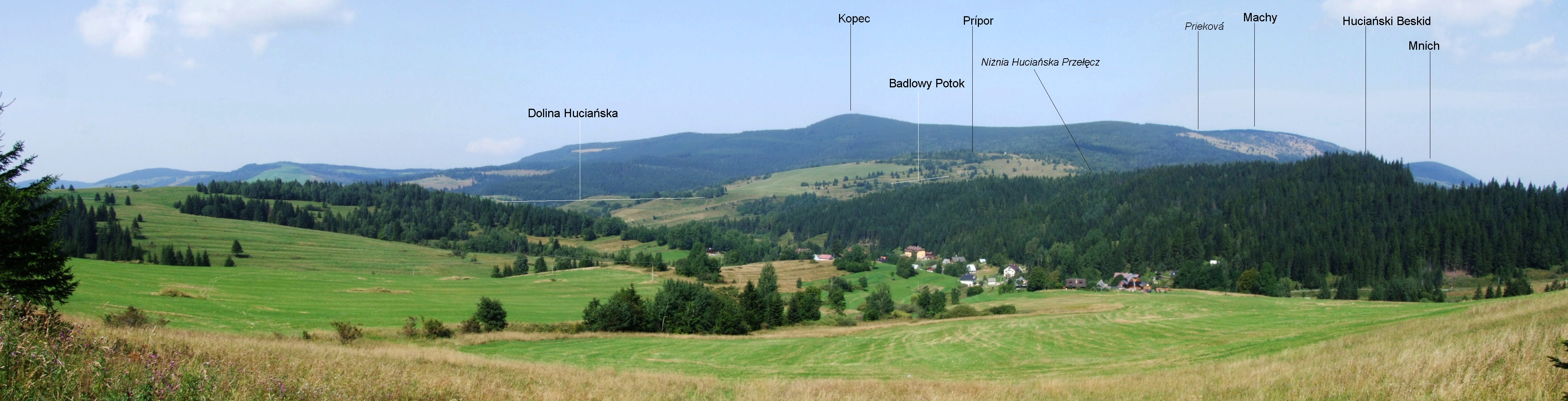
Blick von dem Pass Wyżna Huciańska Przełęcz

## Nachweise
- Witold Henryk Paryski, Zofia Radwańska-Paryska: Wielka encyklopedia tatrzańska. Wydawnictwo Górskie, Poronin 2004, ISBN 83-7104-009-1.